# San Paolo (stato)
San Paolo è un stato federato brasiliano di 45 538 936 abitanti.
San Paolo (São Paulo) è uno stato del Brasile (capitale San Paolo) situato nella parte sud-occidentale del paese tra l'oceano Atlantico e il fiume Paraná. È lo stato federato più grande del Brasile per popolazione. Lo stato, che ha il 21,9% della popolazione brasiliana, genera il 33,9% del PIL brasiliano.

## Geografia fisica

### Confini
I confini sono dati, a nord e nord-est, dallo stato di Minas Gerais, sempre a nord-est dallo stato di Rio de Janeiro, a est dall'oceano Atlantico, al sud dallo stato del Paraná e a ovest dal Mato Grosso do Sul.

### Territorio
Circa l'85% del territorio si trova tra i 300 e i 900 m s.l.m.
Il fiume Paraná ha come tributari:
- Rio Grande (Paraná)
- Fiume Tietê
- Rio Piracicaba
- Rio Peixe
- Rio Paranapanema
- Rio Ribeira de Iguape
- Rio Paraíba do Sul

### Clima
Il clima di questo Stato è essenzialmente tropicale, ovvero caldo ed umido senza escursioni termiche di rilievo. Nella zona dell'altopiano interno il clima è invece temperato subtropicale (in questo caso le escursioni termiche sono più sensibili, così come le precipitazioni che sono abbondanti specie da ottobre a marzo).
L'altitudine mitiga l'escursione termica, con estati con temperature moderate (tra i 17 e i 34 °C) ed inverni freschi molto influenzati dai fronti freddi arrivati dal sud. Non è raro che la temperatura minima scenda ai 4 o 5 gradi durante la notte, tuttavia durante il giorno la temperatura raramente va al di sotto dei 10 gradi. Eventualmente, con l'assenza dei fronti freddi, la città può godere di un clima caldo durante l'inverno.
Da segnalare che nel litorale di San Paolo gli inverni sono freddi e umidi e l'estate abbastanza calda, nel centro l'inverno è siccitoso, e l'estate calda e piovosa. Infatti in un mese come dicembre, essendo frequenti le piogge torrenziali alternate al sole, San Paolo è poi definito lo Stato in cui in una giornata si possono verificare le quattro stagioni. Non è inconsueto svegliarsi col sole e nel corso della giornata assistere ad improvvisi e forti acquazzoni accompagnati anche da forte vento caldo.

## Popolazione
| Baixada Santista Campinas Ribeirão Preto | São Paulo Sorocaba Vale do Paraíba e Litoral Norte |

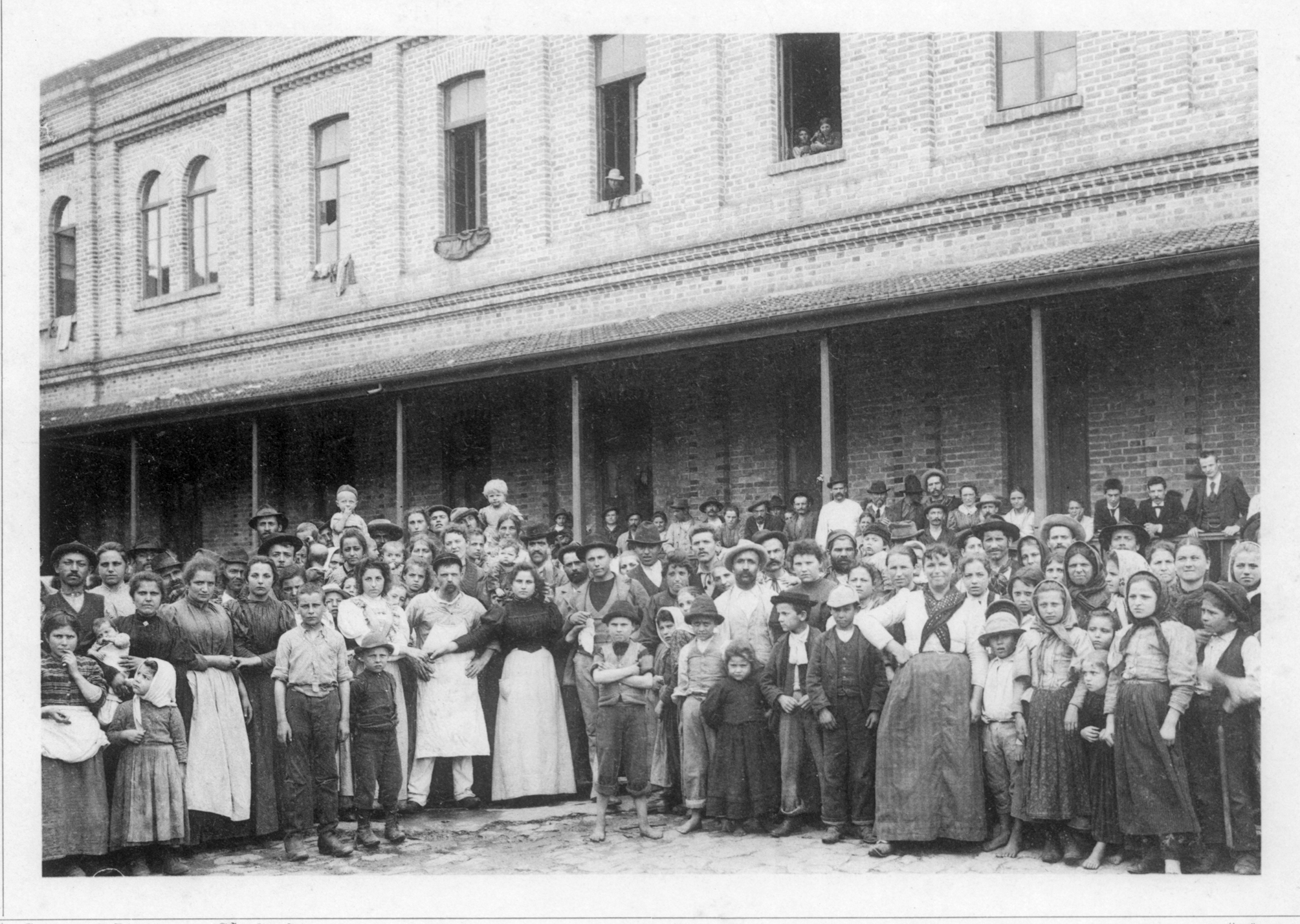
Immigrati italiani in posa per la fotografia nel cortile centrale dell'Hospedaria dos Imigrantes, 1890.

Regioni metropolitane di São Paulo

La popolazione di San Paolo è composta in gran parte da persone con origini italiane: 13 milioni di oriundi italiani; 32,5% della popolazione locale. San Paolo ha più italiani rispetto a qualsiasi regione d'Italia. Sono anche molto presenti i discendenti di portoghesi, spagnoli, tedeschi, libanesi e giapponesi; infatti, la comunità giapponese di San Paolo è la più significativa al mondo fuori della madrepatria.
A partire dagli anni cinquanta, San Paolo ha ricevuto un importante flusso migratorio dalle popolazioni del nord del Brasile in cerca di lavoro.

## Comuni
Lo stato di San Paolo è diviso in 645 comuni, di cui San Paolo è la capitale e la città più grande dello stato e del Brasile. Guarulhos e Campinas sono altri comuni con più di un milione di abitanti.
Numero di comuni nello stato di San Paolo per periodo:
- 1900 - 171 comuni.[4]
- 1923 - 216 comuni.[4]
- 1933 - 259 comuni.[4]
- 1938 - 270 comuni.[5]
- 1944 - 305 comuni.[6]
- 1948 - 369 comuni.[7]
- 1953 - 435 comuni.[8]
- 1959 - 501 comuni.[9]
- 1964 - 571 comuni.[10]
- 1993 - 625 comuni.[11]
- 1997 - 645 comuni.[12]

## Economia

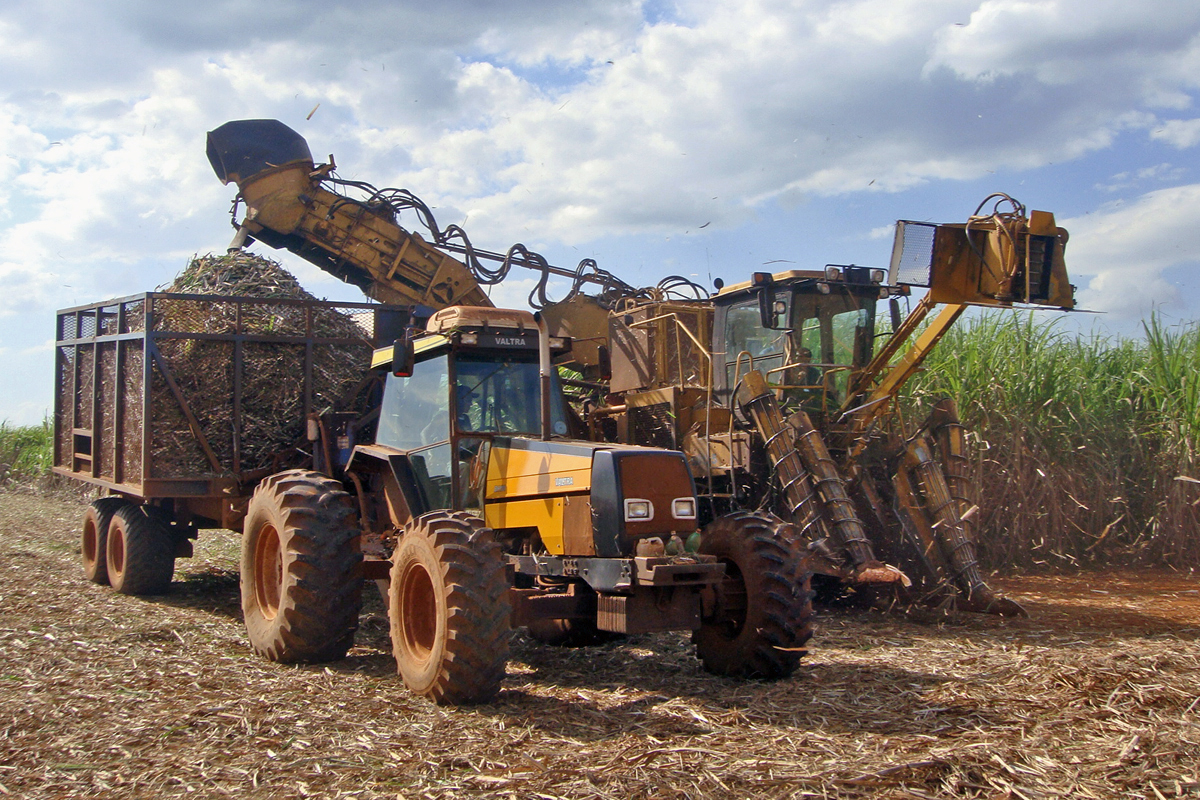
Mietitrici in un campo canna da zucchero a Piracicaba.

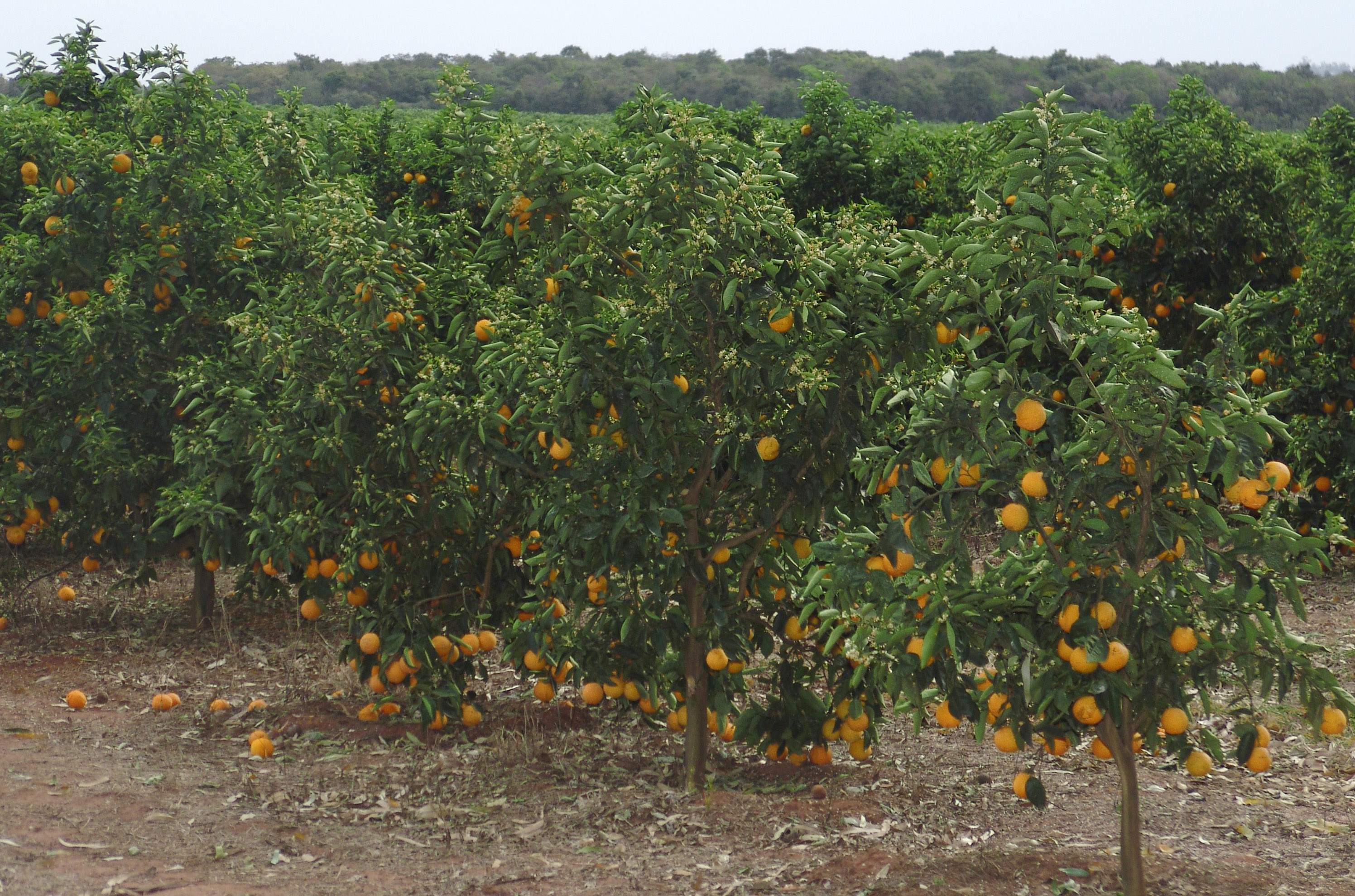
Arancia in Avaré

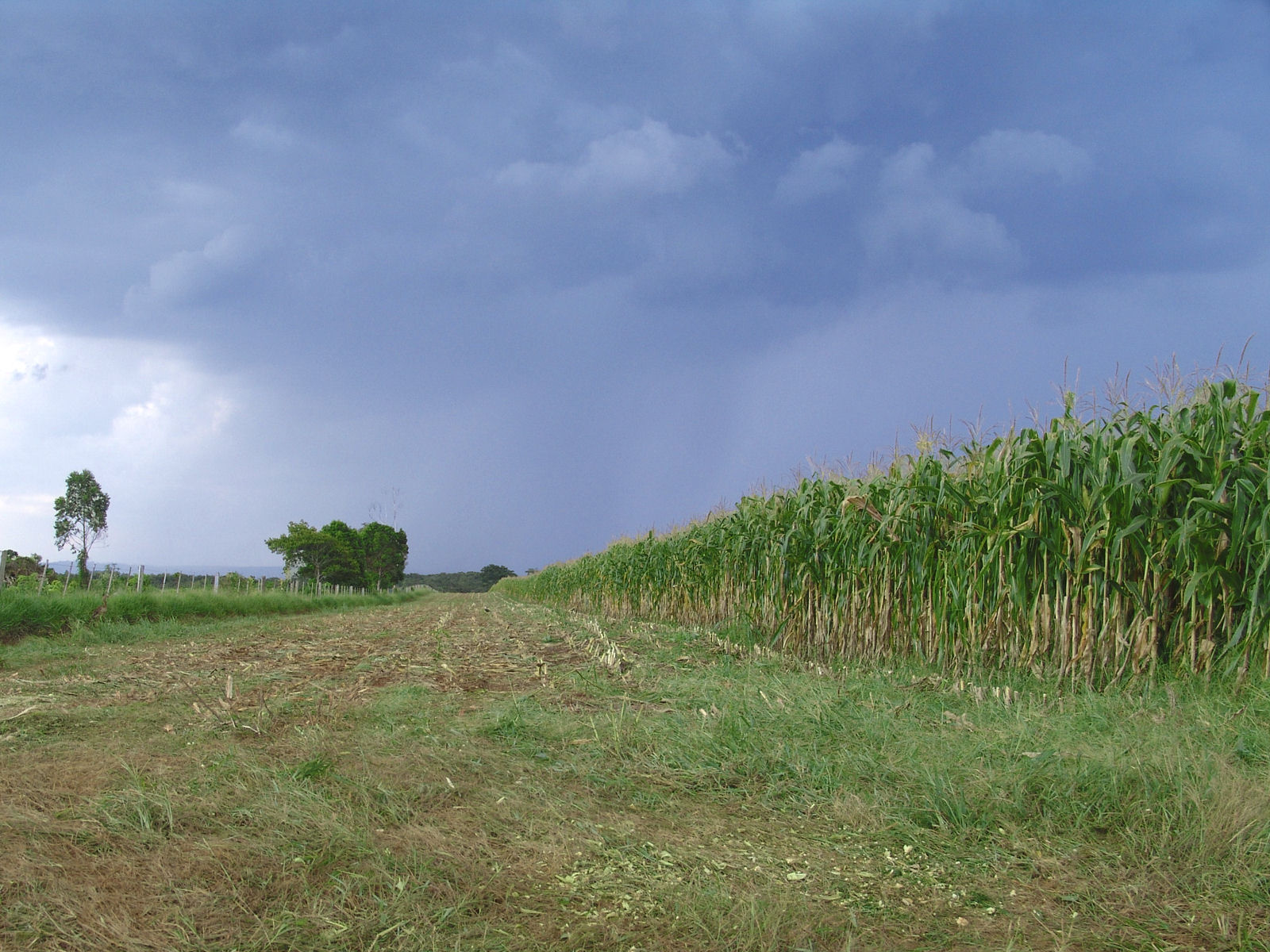
Mais in Avaré

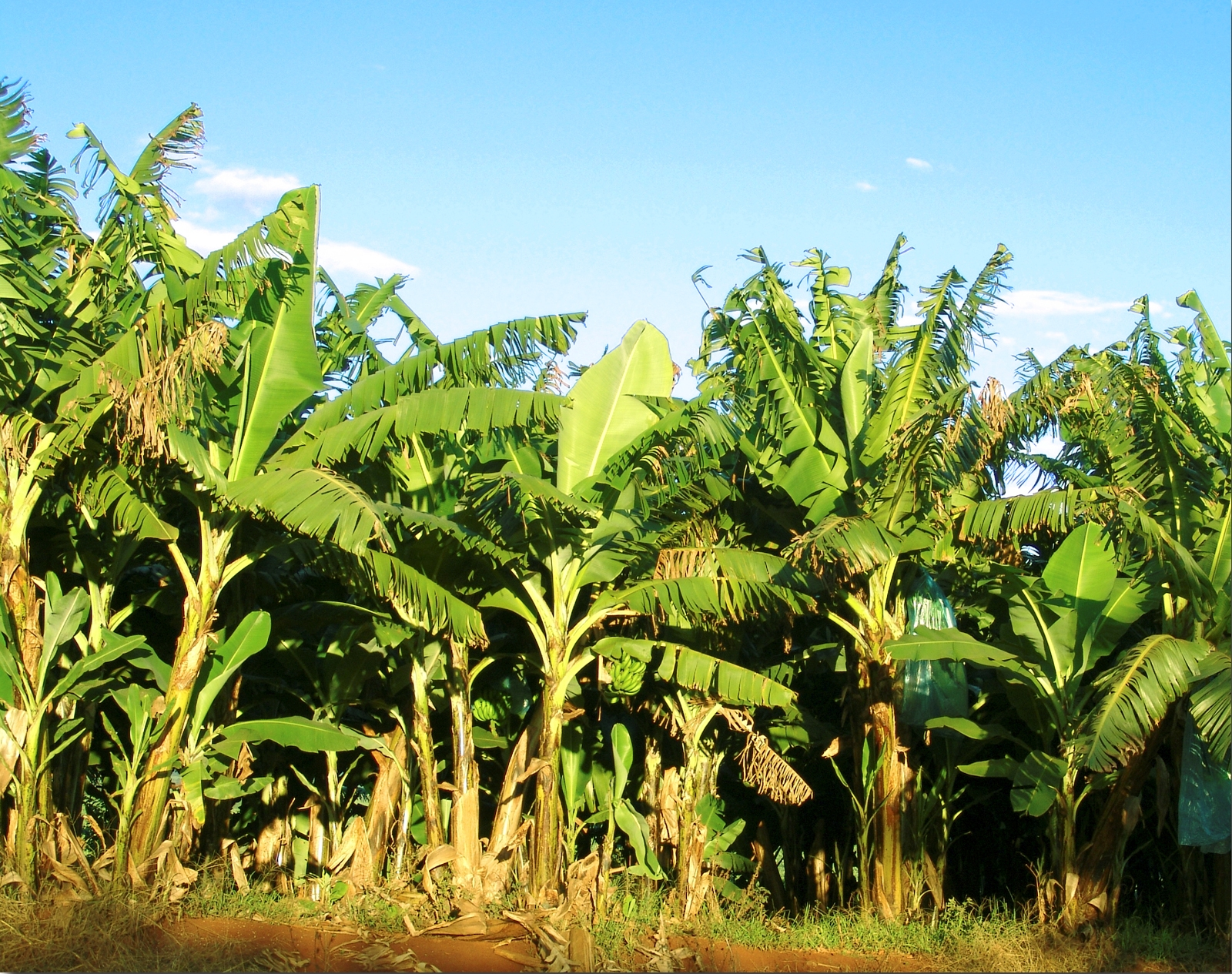
Banana in Avaré

L'economia dello Stato ha delle basi molto diversificate.
L'industria è sviluppata grazie a: produzione di energia, alimentari, tessili, siderurgiche, conserviere, tabacchifici, metallurgiche e chimiche.
Lo Stato è il più importante centro sudamericano di servizi, con importanti centri commerciali, assi di trasporto, ospedali di riferimento continentale come l'"Hospital das Clínicas", l'ospedale israelita Albert Einstein e l'ospedale "Sirio-Libanês". San Paolo è lo Stato che produce di più di tutto il Brasile, con una partecipazione al PIL pari al 32,6%.
L'agricoltura, con al primo posto gli agrumi, quindi il caffè, mais, riso, legumi, patate, canna da zucchero. Importanti anche la bachicoltura e l'allevamento bovino. Risorse minerarie: zirconio, apatite.
In agricoltura, è un produttore gigante di canna da zucchero e arancia, e ha anche grandi produzioni di caffè, soia, mais, banana, arachide, limone, cachi, mandarino, manioca, carota, patata e fragola.
Nel 2020 San Paolo ha continuato a essere il più grande produttore nazionale di canna da zucchero, con 341,8 milioni di tonnellate, responsabile del 51,2% della produzione.
Per quanto riguarda l'arancia, San Paolo è il principale produttore del paese e responsabile del 77,5% del totale nazionale. Nel 2020 la produzione è stata stimata in 13,7 milioni di tonnellate, ovvero 334,6 milioni di casse da 40,8 kg. La maggior parte è destinata all'industrializzazione e all'esportazione di succhi.
Nel 2017 San Paolo rappresentava il 9,8% della produzione nazionale totale di caffè (terzo posto).
Lo stato di San Paolo concentra più del 90% della produzione nazionale di arachide e il Brasile esporta circa il 30% delle arachidi che produce.
San Paolo è anche il più grande produttore nazionale di banana, con 1 milione di tonnellate nel 2018. Il paese ha prodotto 6,7 milioni di tonnellate quest'anno. Il Brasile era già il 2º più grande produttore di frutta al mondo, attualmente al 3º posto, perdendo solo contro India e Ecuador.
La coltivazione di soia, invece, è in aumento, ma non è tra i maggiori produttori nazionali di questo legume. Nella stagione 2018/2019, San Paolo ha raccolto 3 milioni di tonnellate (il Brasile ne ha prodotte 120 milioni).
San Paolo ha anche una notevole produzione di mais. Nel 2019 ha prodotto quasi 2 milioni di tonnellate. È il sesto più grande produttore di questo grano in Brasile. La domanda statale è stimata in 9 milioni di tonnellate, per l'alimentazione animale, che impone allo Stato di San Paolo di acquistare mais da altre unità della Federazione.
Nella produzione di manioca, il Brasile ha prodotto un totale di 17,6 milioni di tonnellate nel 2018. San Paolo è stato il terzo produttore più grande del paese, con 1,1 milioni di tonnellate.
Nel 2018 San Paolo è stato il più grande produttore di mandarino in Brasile. Per quanto riguarda i cachi, San Paolo è il più grande produttore del paese con il 58%. Il sud-est è il più grande produttore di limone del paese, con l'86% del totale ottenuto nel 2018. Solo lo stato di San Paolo produce il 79% del totale.
Nel 2019, in Brasile, c'era una superficie di produzione totale di circa 4.000 ettari di fragola. San Paolo si è classificata seconda in Brasile con 800 ettari, con la produzione concentrata nei comuni di Piedade, Campinas, Jundiaí, Atibaia e nei comuni limitrofi.
Nella coltivazione della carota, il Brasile si è classificato al quinto posto nel ranking mondiale nel 2016, con una produzione annua prossima alle 760.000 tonnellate. In relazione alle esportazioni di questo prodotto, il Brasile occupa la settima posizione nel mondo. Minas Gerais e São Paulo sono i 2 maggiori produttori in Brasile. A San Paolo, i comuni produttori sono Piedade, Ibiúna e Mogi das Cruzes. Per quanto riguarda patata, il principale produttore nazionale è lo stato del Minas Gerais, con il 32% del totale prodotto nel paese. Nel 2017, il Minas Gerais ha raccolto circa 1,3 milioni di tonnellate di prodotto. San Paolo ha il 24% della produzione.

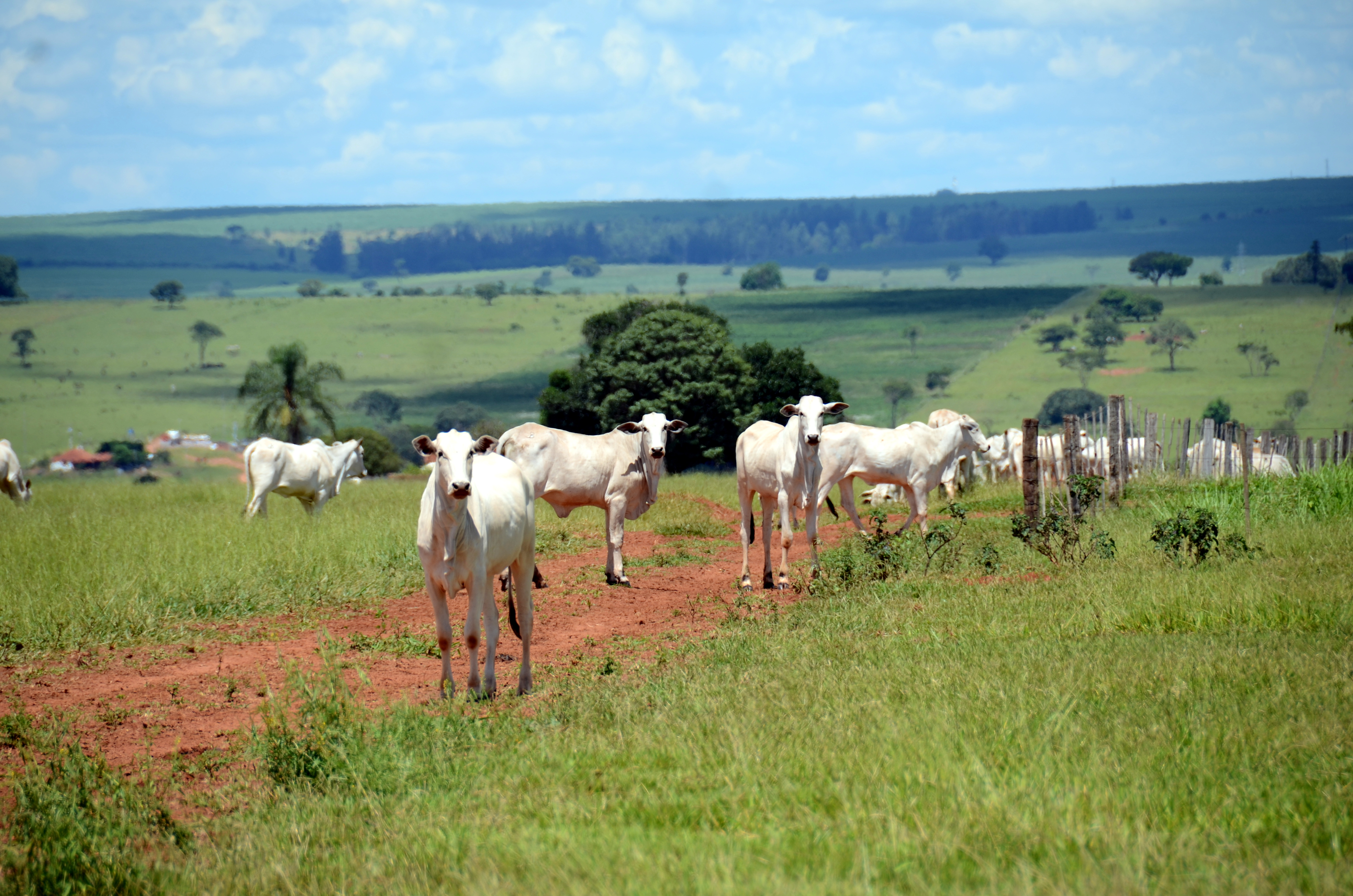
Bovini a João Ramalho

Per quanto riguarda la mandria di bovini, nel 2019 San Paolo aveva circa 10,3 milioni di capi di bestiame (6,1 milioni per la carne bovina, 1 milione per la produzione di latte, 3 milioni per entrambi). La produzione di latte quest'anno è stata di 1,78 miliardi di litri. Il numero di uccelli da deporre uovo è stato di 56,49 milioni di teste. La produzione di uova è stata di 1,34 trilioni di dozzine. Lo Stato di San Paolo è il più grande produttore nazionale con il 29,4%. Nella produzione di pollame per la produzione a San Paolo, c'è stata una produzione di 690,96 milioni di capi nel 2019, equivalente a una fornitura di 1,57 milioni di tonnellate di pollo. Il numero di suini nello stato nel 2019 è di 929,62.000 capi. La produzione è stata di 1,46 milioni di capi, ovvero 126.000 tonnellate di carne suina.
Nel 2018, per quanto riguarda i pollo, la prima regione in classifica è stata il sud-est, con il 38,9% del capo totale del paese. Per il 2018 è stato stimato un totale di 246,9 milioni di galline. Lo stato di San Paolo è responsabile del 21,9%. La produzione nazionale di uovo di galline è stata di 4,4 miliardi di dozzine nel 2018. La regione sudorientale era responsabile del 43,8% del totale prodotto. Lo stato di San Paolo è stato il più grande produttore nazionale (25,6%). Il numero di quaglia era di 16,8 milioni di uccelli. Il sud-est è responsabile del 64%, evidenziando San Paolo (24,6%).

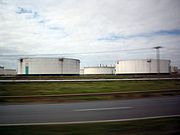
REPLAN, la più grande raffineria di petrolio del Brasile, in Paulínia

Per quanto riguarda l'industria, San Paolo ha avuto un PIL industriale di 378,7 miliardi di R $ nel 2017, equivalente al 31,6% dell'industria nazionale e ha impiegato 2.859.258 lavoratori nel settore. I principali settori industriali sono: edilizia (18,7%), alimentare (12,7%), prodotti chimici (8,4%), servizi industriali di servizi pubblici, quali elettricità e acqua (7,9%) e veicoli di motore (7,0%). Questi 5 settori concentrano il 54,7% dell'industria statale.
Nel 2019, Rio de Janeiro è stato il maggior produttore di petrolio e gas naturale in Brasile, con il 71% del volume totale prodotto. San Paolo è al secondo posto, con una quota dell'11,5% nella produzione totale.

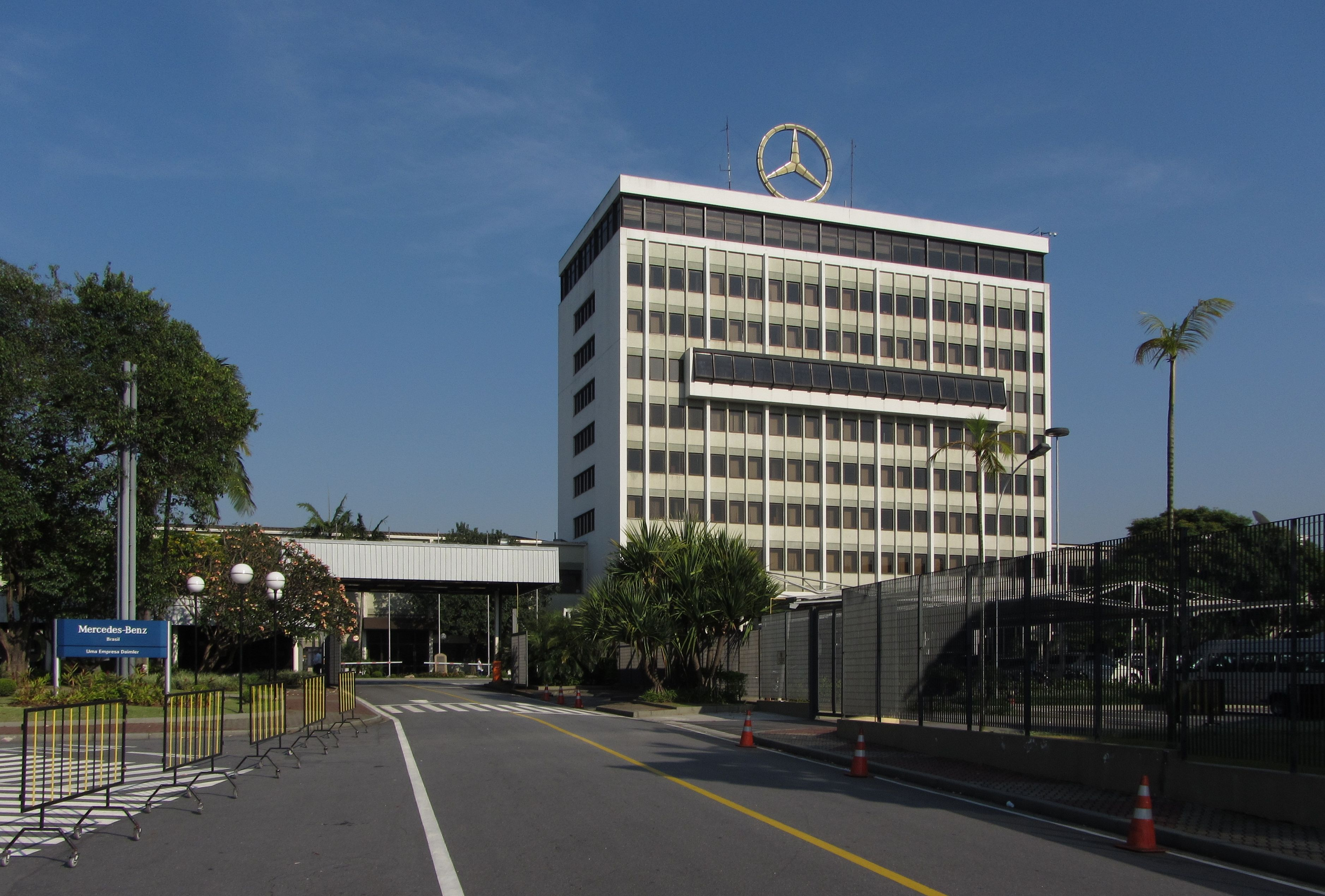
Mercedes-Benz Sede del Brasile a São Bernardo do Campo.

In Brasile, l'Industria automobilistica rappresenta circa il 22% del PIL industriale. Quando la produzione del paese era praticamente limitata all'ABC, lo Stato rappresentava il 74,8% della produzione brasiliana nel 1990. Nel 2017 questo indice è sceso al 46,6% e nel 2019 al 40,1%, a causa di un fenomeno di internalizzazione. della produzione automobilistica in Brasile, trainata da fattori quali i sindacati, che rendevano eccessivamente onerosi gli stipendi e il carico di lavoro, scoraggiava gli investimenti e favoriva la ricerca di nuove città. Lo sviluppo delle città ABC ha anche contribuito a frenare l'attrattiva, a causa dell'aumento dei costi immobiliari e di una maggiore densità di aree residenziali. San Paolo ha stabilimenti per GM, Volkswagen, Ford, Honda, Toyota, Hyundai, Mercedes-Benz, Scania e Chery.
Nell'industria siderurgica, la produzione brasiliana di acciaio grezzo è stata di 32,2 milioni di tonnellate nel 2019. Minas Gerais ha rappresentato il 32,3% del volume prodotto nel periodo, con 10.408 milioni di tonnellate. Gli altri più grandi centri siderurgici in Brasile nel 2019 sono stati: Rio de Janeiro (8.531 milioni di tonnellate), Espírito Santo (6.478 milioni di tonnellate) e San Paolo (2.272 milioni di tonnellate). Alcuni produttori di acciaio a San Paolo sono COSIPA (di proprietà di Usiminas), Aços Villares e Gerdau, che ha stabilimenti a Mogi das Cruzes e Pindamonhangaba, che produce acciaio speciale, e Araçariguama, che produce acciaio lungo per l'edilizia civile.

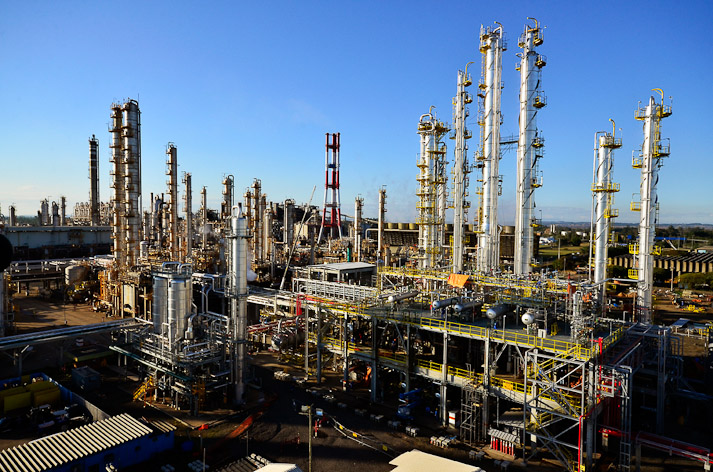
Braskem stabilimento industriale

Nel 2011, il Brasile aveva la sesta industria chimica più grande del mondo, con un fatturato netto di 157 miliardi di dollari, pari al 3,1% delle vendite mondiali. A quel tempo c'erano 973 fabbriche chimiche per uso industriale. Sono concentrati nella regione sud-orientale, principalmente a San Paolo. L'industria chimica ha contribuito per il 2,7% al PIL brasiliano nel 2012 e si è affermata come il quarto settore più grande dell'industria manifatturiera. Nonostante abbia registrato una delle maggiori vendite del settore al mondo, l'industria chimica brasiliana, nel 2012 e nel 2013, ha registrato un forte trasferimento della produzione all'estero, con un calo della produzione industriale nazionale e un aumento delle importazioni. Un terzo del consumo nel paese è stato fornito dalle importazioni. 448 prodotti sono stati interrotti in Brasile tra il 1990 e il 2012. Ciò ha comportato l'interruzione di 1.710 linee di produzione. Nel 1990, la quota di prodotti importati nel consumo brasiliano era solo del 7%, nel 2012 era del 30%. Le principali società del settore in Brasile sono: Braskem, BASF, Bayer, tra le altre. Nel 2018, il settore chimico brasiliano era l'ottavo al mondo, rappresentando il 10% del PIL industriale nazionale e il 2,5% del PIL totale. Nel 2020 le importazioni occuperanno il 43% della domanda interna di prodotti chimici. Dal 2008, l'utilizzo medio della capacità nell'industria chimica brasiliana è stato considerato basso, compreso tra il 70 e l'83%.

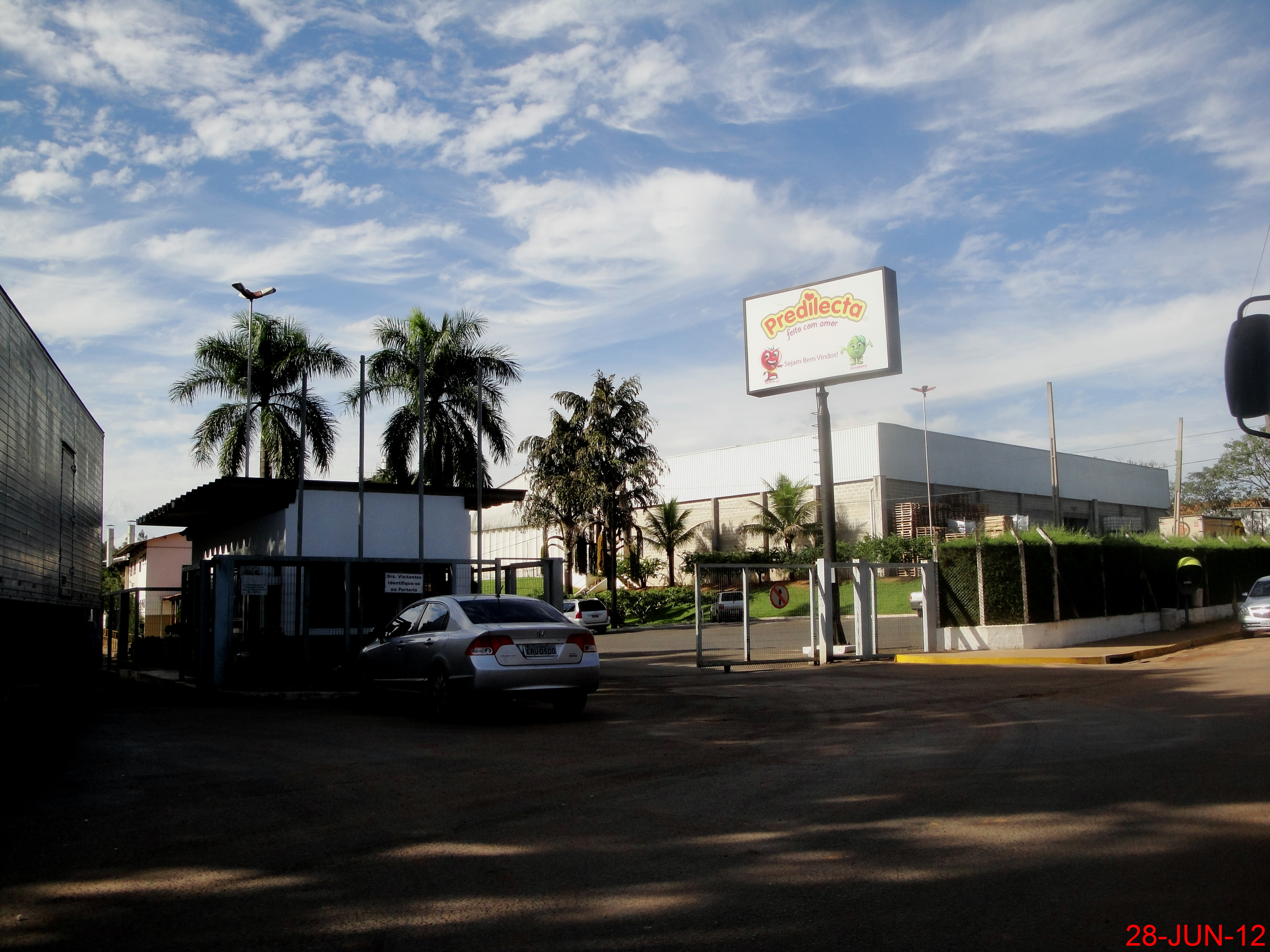
Stabilimento Predilecta a Matão

Nell'industria alimentare, nel 2019, il Brasile è stato il secondo esportatore mondiale di alimenti trasformati, con un valore di 34,1 miliardi di dollari in esportazioni. Il fatturato dell'industria alimentare e delle bevande brasiliana nel 2019 è stato di 699,9 miliardi di R $, il 9,7% del prodotto interno lordo del paese. Nel 2015, l'industria alimentare e delle bevande in Brasile comprendeva 34.800 aziende (senza contare i panifici), la stragrande maggioranza delle quali era piccola. Queste aziende impiegavano più di 1.600.000 lavoratori, rendendo l'industria alimentare e delle bevande il più grande datore di lavoro nel settore manifatturiero. Ci sono circa 570 grandi aziende in Brasile, che rappresentano una buona parte dei ricavi totali del settore. Nello stato di San Paolo sono state create aziende come: Yoki, Vigor, Minerva Foods, Bauducco, Santa Helena, Marilan, Ceratti, Fugini, Chocolates Pan, Embaré, tra le altre.

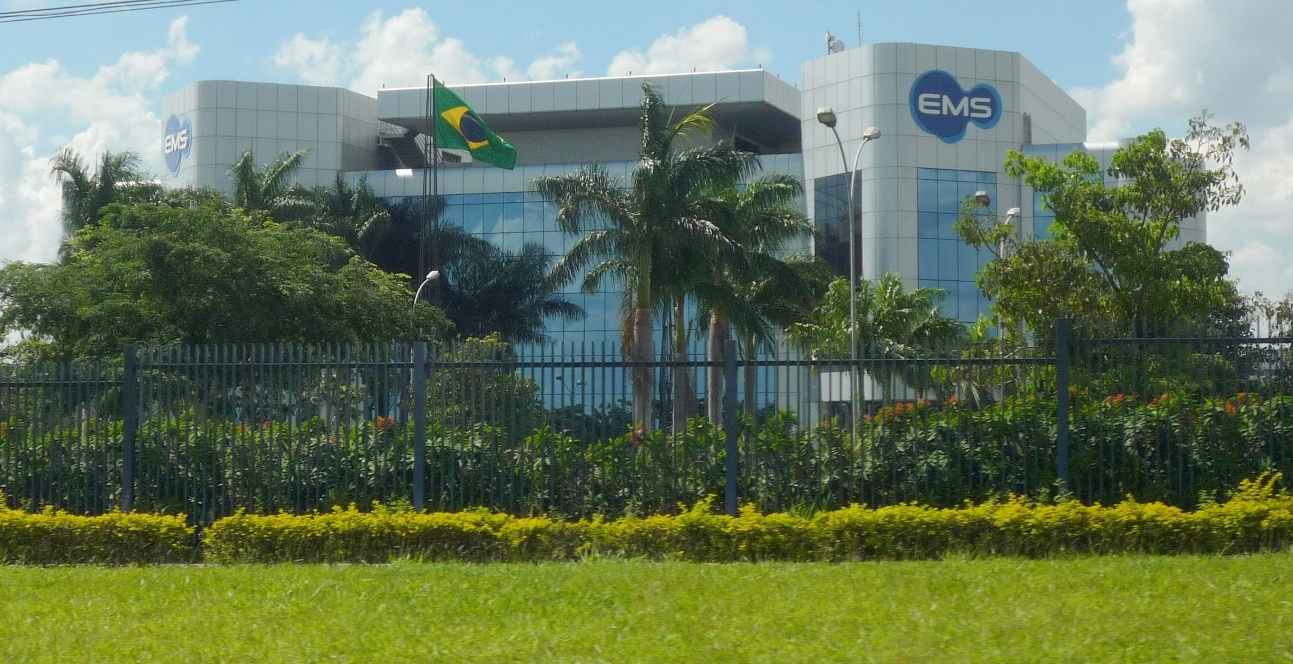
EMS sede in Hortolândia

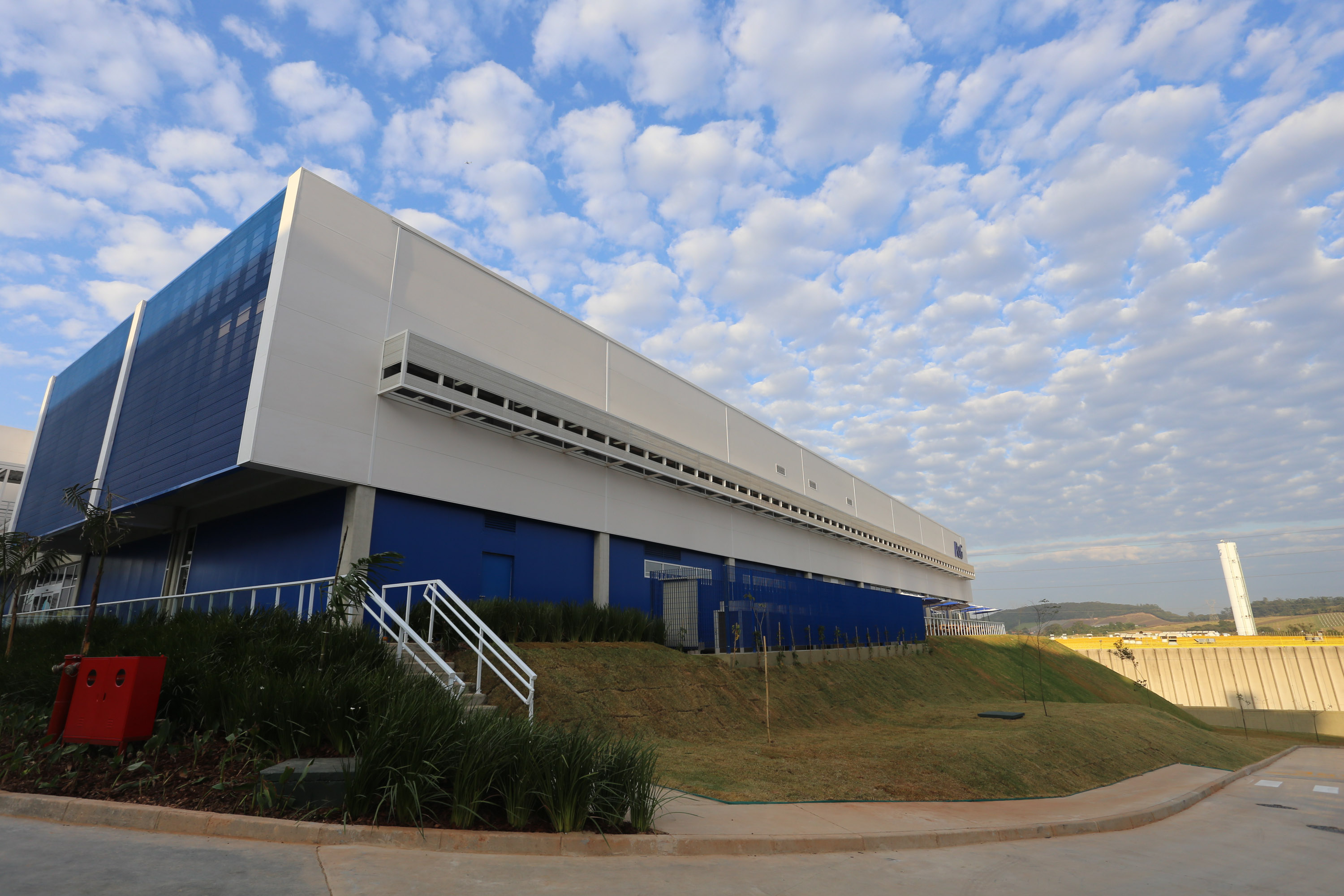
Fabbrica Procter & Gamble a Louveira

Nell'industria farmaceutica, la maggior parte delle società brasiliane è da tempo stabilita a San Paolo e Rio de Janeiro. Nel 2019, la situazione era che, a causa dei vantaggi fiscali offerti in stati come Pernambuco, Goiás e Minas Gerais, le società lasciavano RJ e SP e si dirigevano verso questi stati. Nel 2017, il Brasile era considerato il sesto mercato farmaceutico più grande al mondo. La vendita di farmaci nelle farmacie ha raggiunto circa R $ 57 miliardi (US $ 17,79 miliardi) nel paese. Il mercato farmaceutico in Brasile aveva 241 laboratori regolarizzati autorizzati alla vendita di farmaci. Di questi, la maggioranza (60%) ha il capitale nazionale. Le multinazionali detengono circa il 52,44% del mercato, con il 34,75% negli imballaggi commercializzati. I laboratori brasiliani rappresentano il 47,56% del mercato nelle vendite e il 65,25% nelle casse vendute. Nella distribuzione delle vendite di farmaci per stato, San Paolo si è classificata al primo posto: l'industria farmaceutica di San Paolo ha registrato un fatturato di 53,3 miliardi di R $, il 76,8% delle vendite totali in tutto il paese. Le società che hanno beneficiato maggiormente della vendita di farmaci nel paese nel 2015 sono state EMS, Hypermarcas (NeoQuímica), Sanofi (Medley), Novartis, Aché, Eurofarma, Takeda, Bayer, Pfizer e GSK.

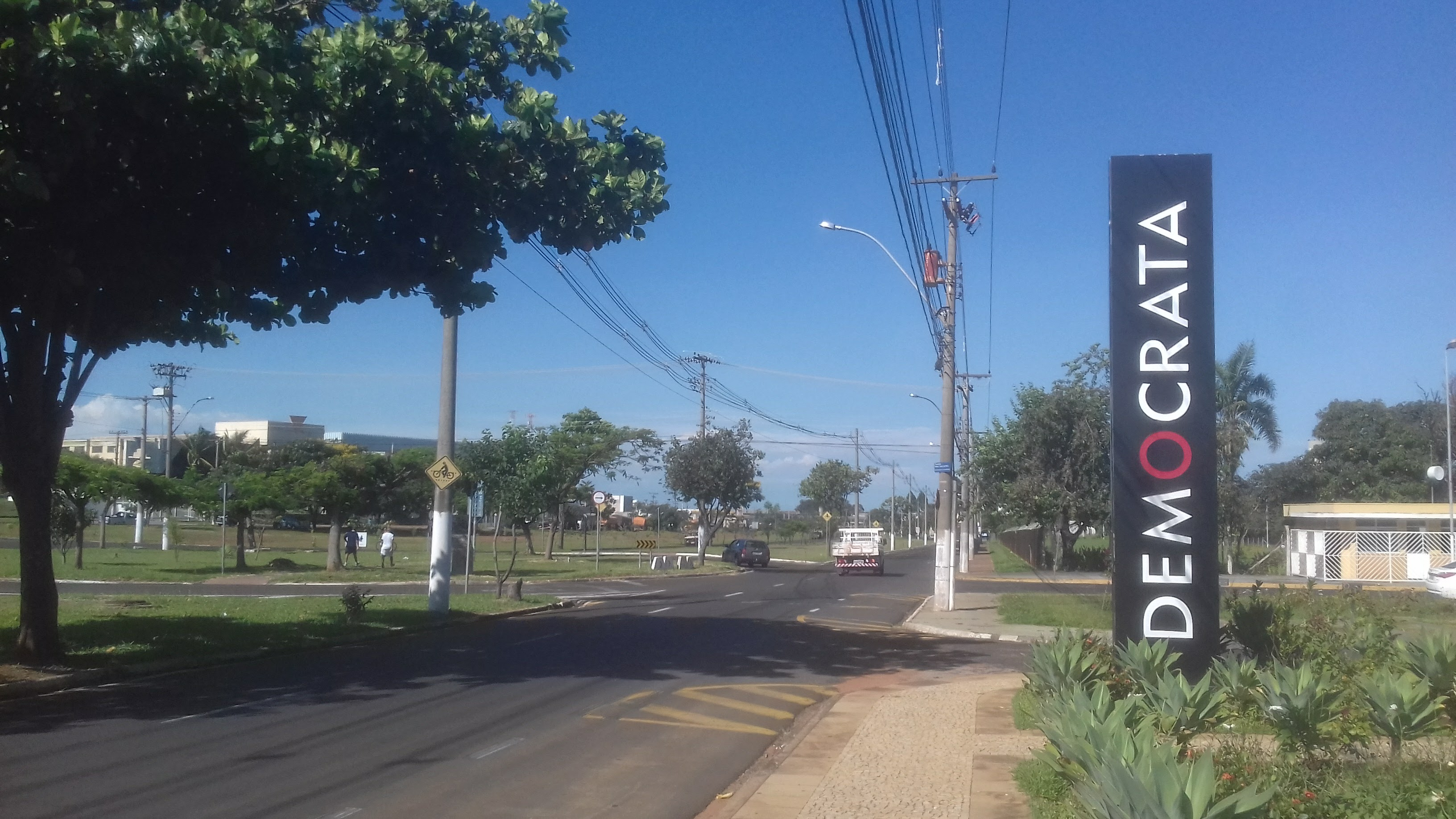
Portico del calzaturificio uomo Democrata, a Franca

Nell'industria calzaturiera, nel 2019 il Brasile ha prodotto 972 milioni di paia. Le esportazioni sono state intorno al 10%, raggiungendo quasi 125 milioni di paia. Il Brasile è al quarto posto tra i produttori mondiali, dietro a Cina, India e Vietnam, e all'undicesimo tra i maggiori esportatori. Delle paia prodotte, il 49% era di plastica o gomma, il 28,8% di laminato sintetico e solo il 17,7% di pelle. Il più grande hub del Brasile si trova a Rio Grande do Sul, ma San Paolo ha importanti centri di scarpe, come quello nella città di Franca, specializzato in calzature da uomo, nella città di Jaú, specializzato in calzature da donna e nella città di Birigui, specializzato in calzature per bambini. Jaú, Franca e Birigui rappresentano il 92% della produzione di calzature nello stato di San Paolo. Birigui conta 350 aziende, che generano circa 13.000 posti di lavoro, producendo 45,9 milioni di paia all'anno. Il 52% delle scarpe per bambini nel paese viene prodotto in questa città. Da Birigui provenivano la maggior parte dei più famosi calzaturifici per bambini del paese. Jaú ha 150 fabbriche che producono circa 130.000 paia di scarpe da donna economiche al giorno. Il settore calzaturiero di Franca conta circa 550 aziende e impiega circa 20.000 dipendenti. La maggior parte delle fabbriche di scarpe da uomo più famose del paese proviene da San Paolo. Tuttavia, in generale, l'industria brasiliana ha lottato per competere con le calzature cinesi, che hanno un prezzo imbattibile a causa della differenza nella riscossione delle tasse da un paese all'altro, oltre all'assenza di pesanti tasse sul lavoro brasiliane in Cina; inoltre l'imprenditoria brasiliana ha dovuto investire in prodotti a valore aggiunto, combinando qualità e design, per sopravvivere.
Nell'industria tessile, il Brasile, nonostante sia tra i 5 maggiori produttori mondiali nel 2013, e sia rappresentativo nel consumo di tessuti e abbigliamento, ha pochissimo inserimento nel commercio mondiale. Nel 2015, le importazioni brasiliane si sono classificate al 25º posto (5,5 miliardi di dollari). E nelle esportazioni, era solo 40º nella classifica mondiale. La quota del Brasile nel commercio mondiale di tessuti e abbigliamento è solo dello 0,3%, a causa della difficoltà di competere sui prezzi con i produttori in India e principalmente in Cina. Il valore lordo della produzione, che include il consumo di beni intermedi e servizi, dell'industria tessile brasiliana corrispondeva a quasi R $ 40 miliardi nel 2015, l'1,6% del valore lordo della produzione industriale in Brasile. San Paolo (37,4%) è il maggior produttore. Le principali aree produttive di San Paolo sono la Regione Metropolitana di San Paolo e Campinas.

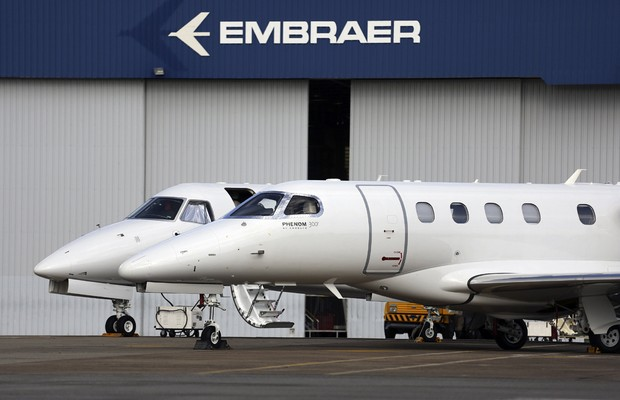
Embraer sede a São José dos Campos

Nell'industria elettronica, il fatturato delle industrie in Brasile ha raggiunto i 153 miliardi di R $ nel 2019, circa il 3% del PIL nazionale. Il numero dei dipendenti del settore era di 234,5 mila persone. Le esportazioni sono state di US $ 5,6 miliardi e le importazioni del paese sono state di US $ 32,0 miliardi. Il Brasile, nonostante i suoi sforzi decennali per eliminare la dipendenza dalle importazioni di tecnologia, non ha ancora raggiunto questo livello. Le importazioni si concentrano su componenti costosi, come processori, microcontrollori, memorie, dischi magnetici, laser, LED e LCD montati sotto. I cavi per le telecomunicazioni e la distribuzione di elettricità, cavi, fibre ottiche e connettori sono prodotti nel paese. Il Brasile ha due grandi centri di produzione di prodotti elettronici, situati nella regione metropolitana di Campinas, nello Stato di San Paolo, e nella zona di libero scambio di Manaus, nello Stato di Amazonas. Ci sono grandi aziende tecnologiche di fama internazionale, nonché parte delle industrie che partecipano alla loro catena di fornitura. Il paese ha anche altri centri più piccoli, come i comuni di São José dos Campos e São Carlos, nello stato di San Paolo. A Campinas esistono unità industriali di gruppi come General Electric, Samsung, HP e Foxconn, un produttore di Apple e Dell. São José dos Campos, si concentra sull'industria aeronautica. Qui è dove si trova la sede della Embraer, una società brasiliana che è il terzo produttore di aeromobili al mondo, dopo Boeing e Airbus. Nella produzione di telefoni cellulari e altri prodotti elettronici, Samsung produce a Campinas; LG produce in Taubaté; Flextronics, che produce telefoni cellulari Motorola, produce in Jaguariúna; e Semp-TCL produce in Cajamar.
Nell'industria degli elettrodomestici, le vendite sono state di 12,9 milioni di unità nel 2017. Il settore ha registrato il suo picco di vendite nel 2012, con 18,9 milioni di unità. I marchi più venduti erano Brastemp, Electrolux, Consul e Philips. Brastemp è originario di São Bernardo do Campo. San Paolo è stato anche il luogo in cui è stata fondata Metalfrio.
Diverse multinazionali famose hanno stabilimenti a San Paolo, come Coca Cola, Nestlé, PepsiCo, AmBev, Procter & Gamble e Unilever.

### Turismo

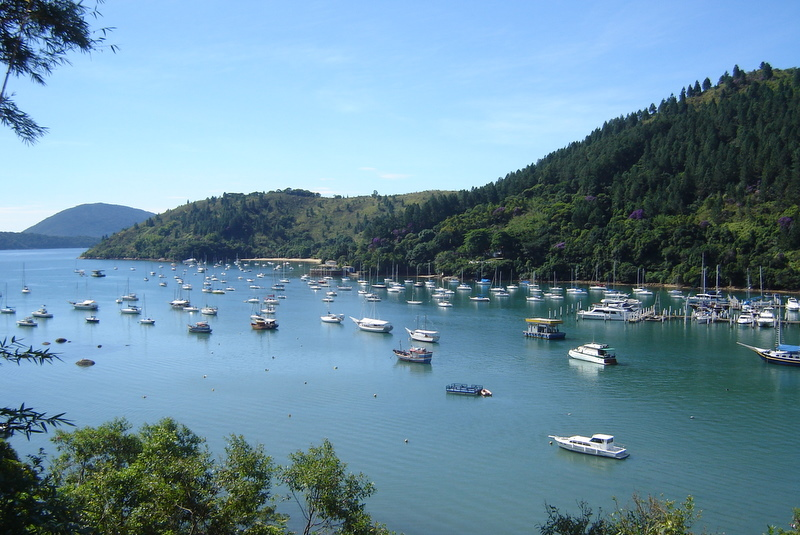
Ubatuba.

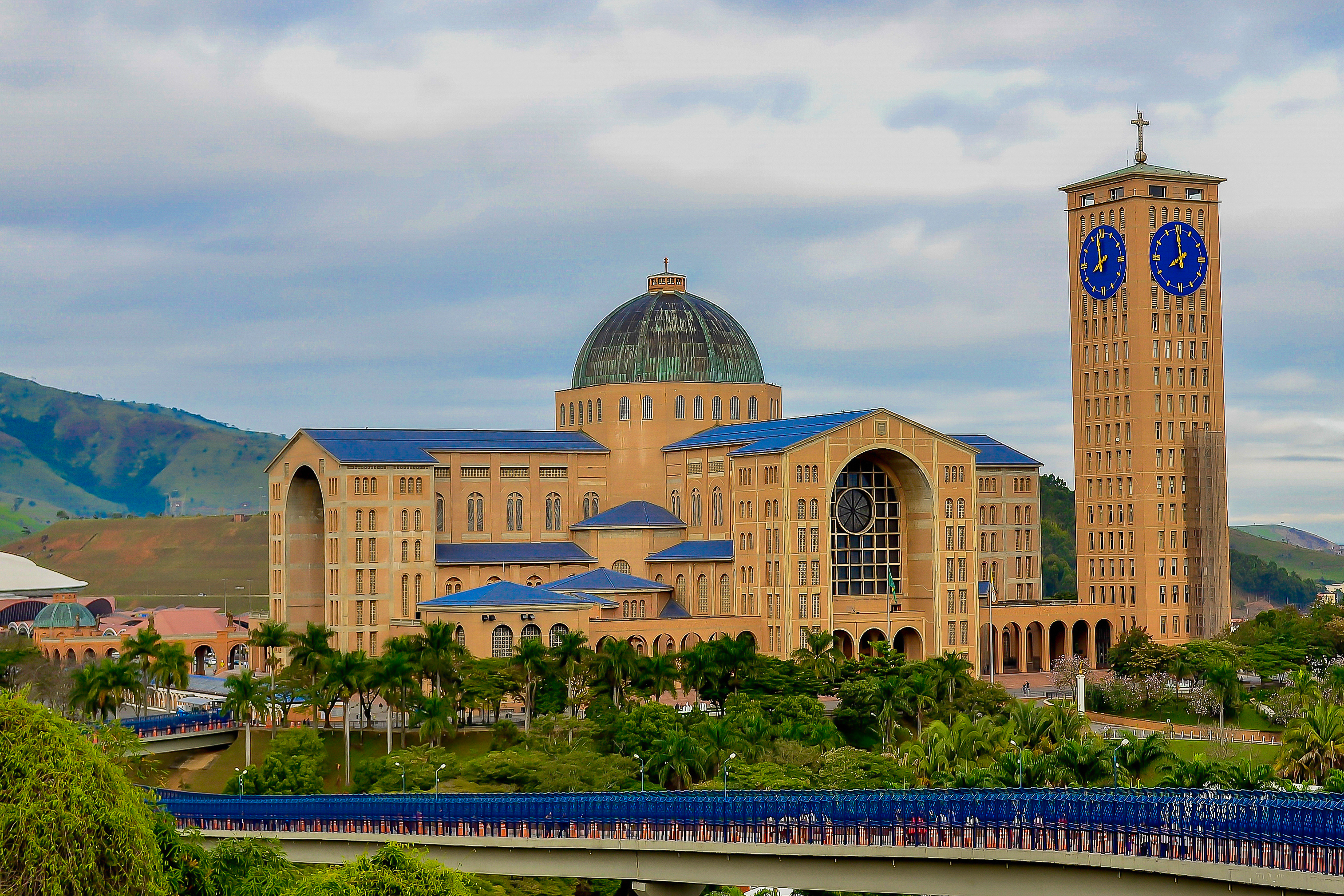
Basilica di Nostra Signora di Aparecida.

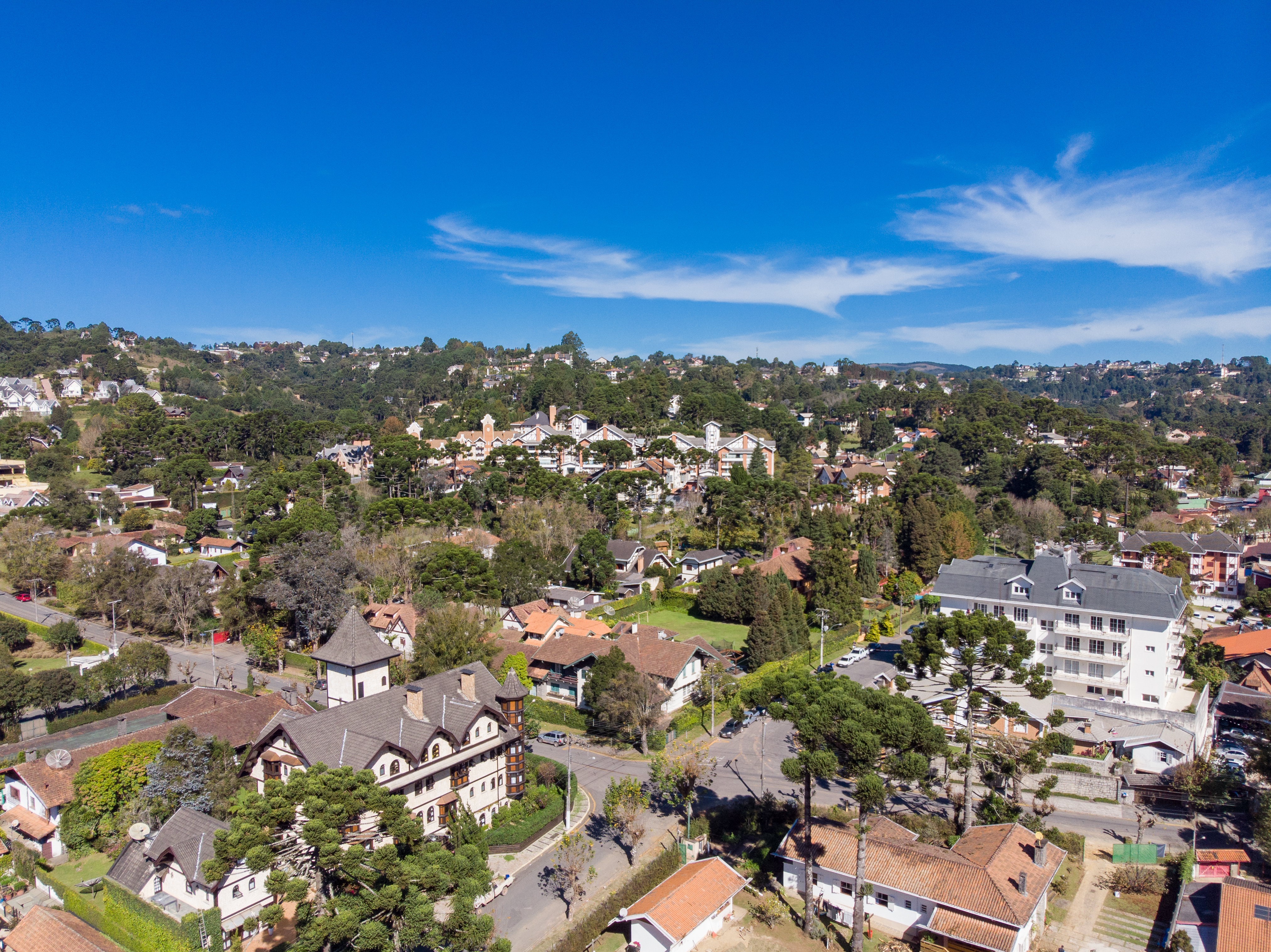
Campos do Jordão.

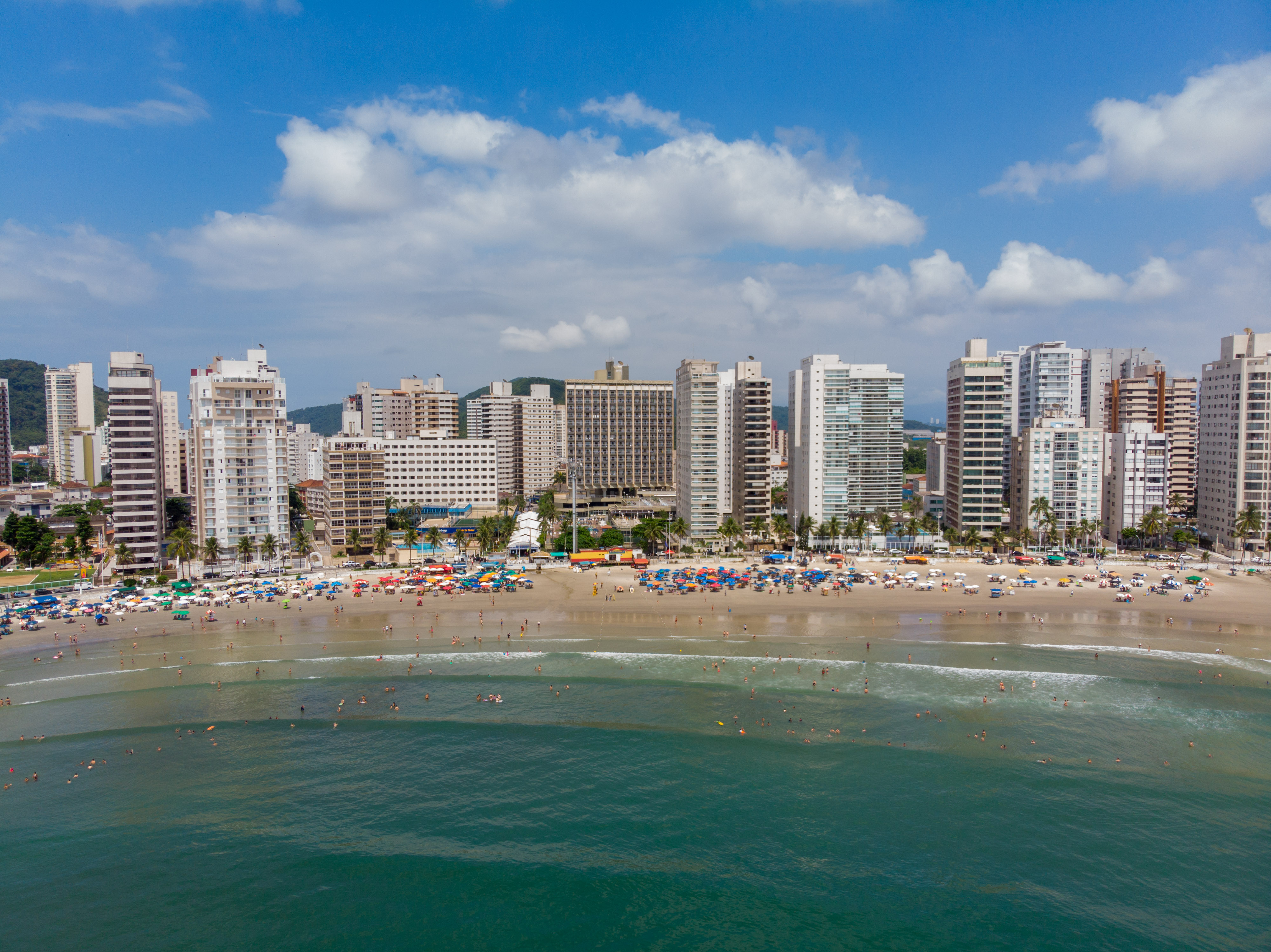
Guarujá.

Una parte importante dell'economia dello stato è il turismo. Oltre ad essere un centro finanziario, lo stato offre anche un'ampia varietà di destinazioni turistiche:
San Paolo, la capitale dello stato, è il centro del turismo d'affari in Brasile, che offre alla città circa 45.000 eventi all'anno. San Paolo ha anche la più grande catena alberghiera del Brasile. La città è anche rinomata nel turismo gastronomico culinario, essendo stata insignita del titolo di "Capitale mondiale della gastronomia".
La costa dello stato di San Paolo, lungo l'Oceano Atlantico meridionale, conta 622 km di spiagge di ogni tipo e dimensione. Tra le città che ricevono più turisti in estate ci sono Santos, Praia Grande, Ubatuba, São Sebastião, tra le altre.
Nell'entroterra si trovano terme, turismo rurale, eco-comuni dal clima europeo, cascate, grotte, fiumi, montagne, terme, parchi, edifici storici dei secoli XVI, XVII e XVIII e siti archeologici di architettura della chiesa cattolica romana. Aparecida è la città più importante per il turismo religioso in Brasile.
Nello stato sono presenti alcuni parchi a tema come Hopi Hari, uno dei principali in Brasile, nella regione metropolitana di Campinas; il complesso comprende anche un hotel e il parco acquatico Wet 'n Wild. C'è anche il parco acquatico Thermas dos Laranjais, che è il parco acquatico più visitato dell'America Latina e il quinto al mondo, situato in Olímpia, un comune nel nord dello stato. In inverno, la città di Campos do Jordão emerge come il principale riferimento turistico dello stato, con il Festival d'Inverno e molte altre attrazioni in un ambiente nel quale la temperatura può scendere sotto gli 0 gradi Celsius.

## Infrastrutture e trasporti

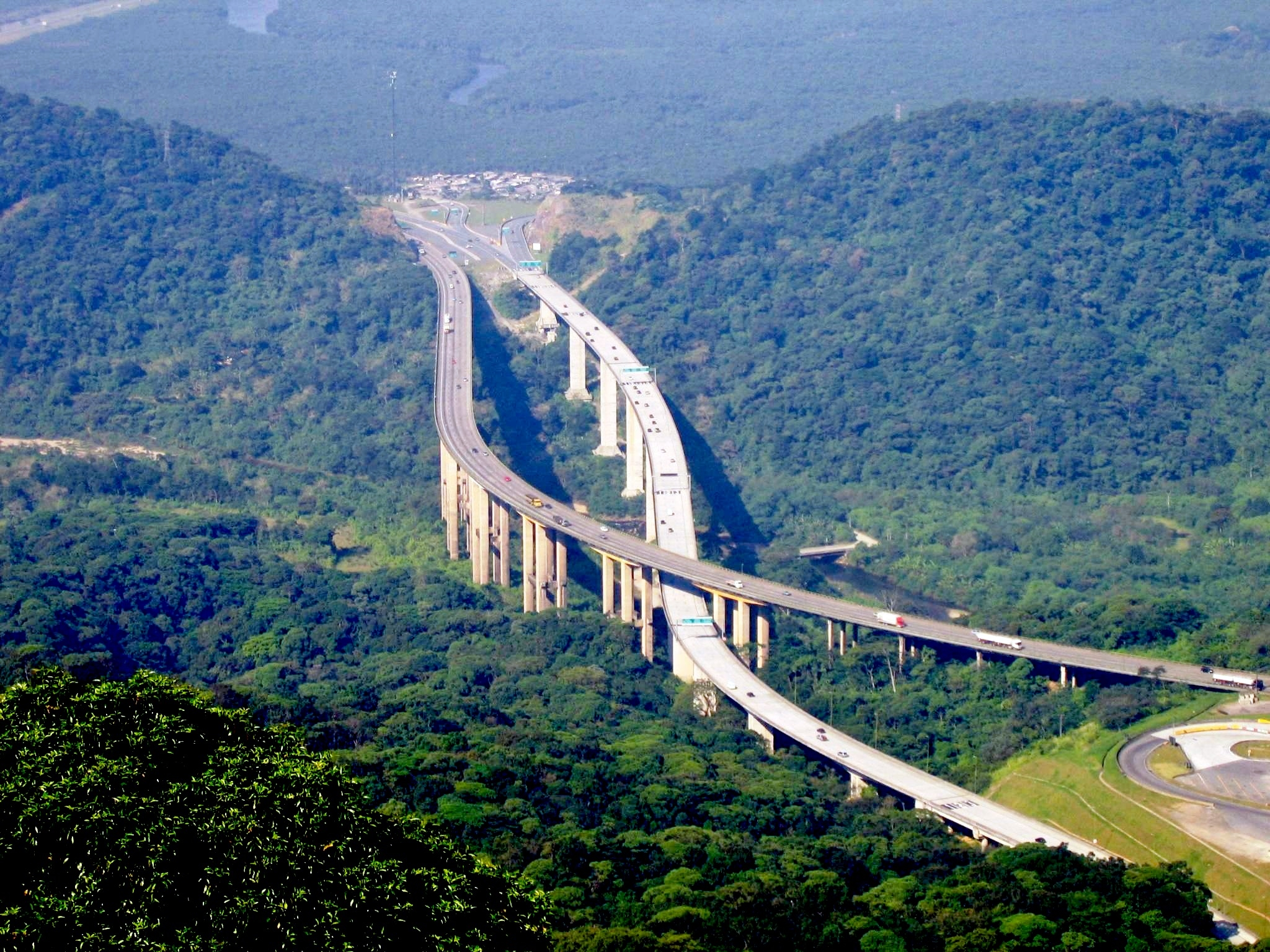
Rodovia dos Imigrantes.

Sistema stradale in Brasile, con autostrade evidenziato in rosso. San Paolo ha la migliore rete stradale del paese

Nel novembre 2021, lo Stato di San Paolo aveva, tra le autostrade federali, municipali e statali, una rete di 199.975 km (176.675,57 km comunali, 22.219,52 km dallo Stato di San Paolo e 1.075,19 km federali) con 34.753,57 km asfaltati e di questi, 6.346,34 km sono strade doppie (2 corsie o più di traffico in ciascuna direzione). Le autostrade di San Paolo sono considerate le più moderne del paese e lo stato è l'unico in Brasile ad avere una rete doppia rispetto a quella di un paese sviluppato, anche con una rete migliore di quella di diversi paesi europei.
Nel trasporto aereo, San Paolo ha l'aeroporto più trafficato del Brasile in termini di numero di passeggeri, l'Aeroporto di San Paolo-Guarulhos-Governatore André Franco Montoro, a Guarulhos, amministrato da Infraero, che è anche responsabile degli aeroporti di Viracopos (a Campinas), São José dos Campos, Campo de Marte e Congonhas, gli ultimi due a San Paolo. Ci sono anche molti altri aeroporti minori, sia pubblici che privati.
In trasporto ferroviario ci sono più di 5.000 chilometri di ferrovie destinate al trasporto merci, dal fiume Paraná alla costa di San Paolo. Nella Grande San Paolo, le linee metropolitana sono gestite da Companhia Paulista de Trens Metropolitanos (CPTM), Companhia do Metropolitano de São Paulo (METRÔ) e concessionari privati, con una rete totale di oltre 370 km di binari, composto da 13 linee e 189 stazioni. A sua volta, nel trasporto marittimo, lo stato di San Paolo ha due grandi porti: São Sebastião e Santos, quest'ultimo il più grande del Brasile e il 39º al mondo per la movimentazione di merci containerizzate. San Paolo è anche servita dal corso d'acqua Paraná-Tieté, la principale via navigabile del Mercosur, con oltre 2.000 km di corsi d'acqua, di cui 800 km nel solo stato, più precisamente sul fiume Tietê.

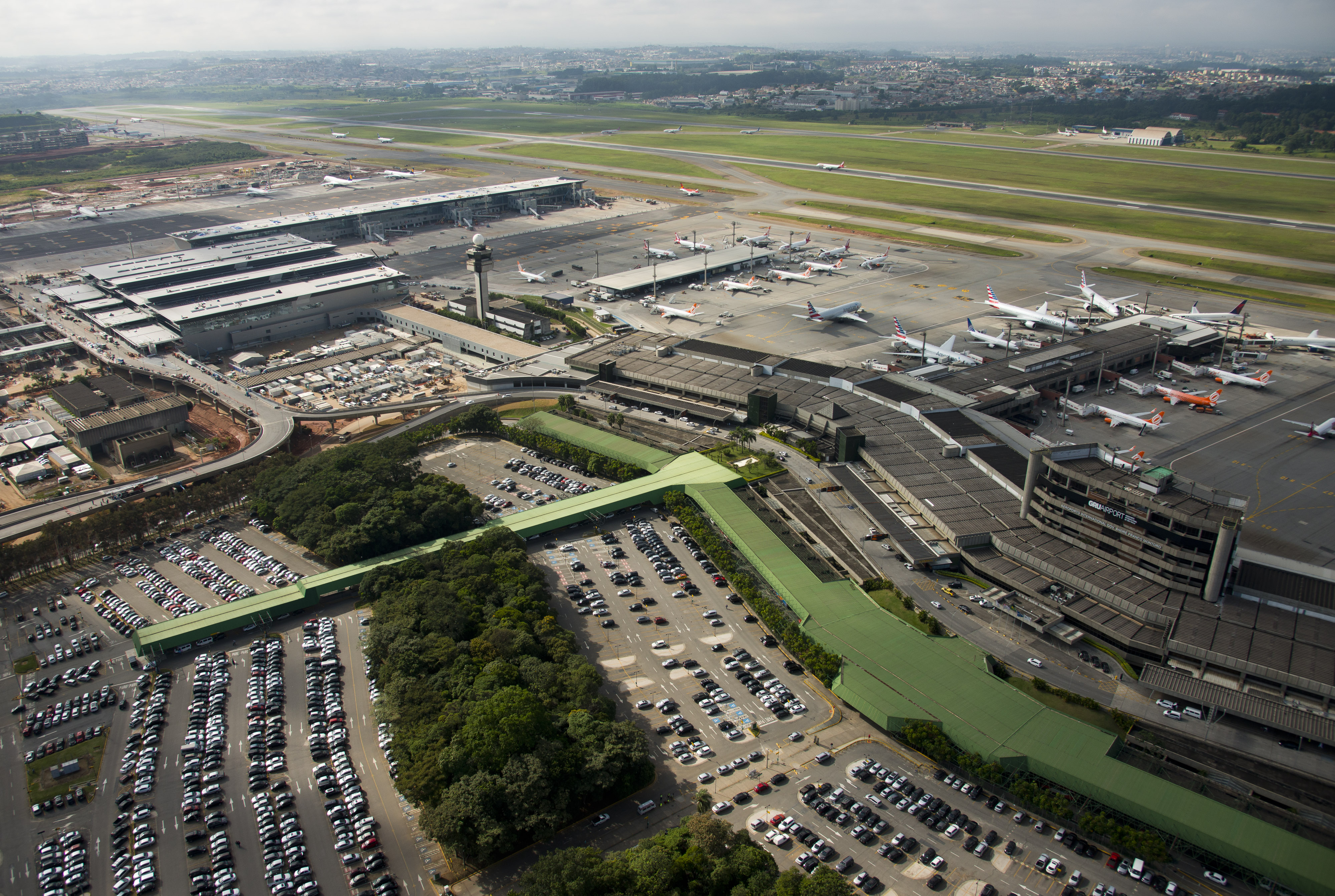
Aeroporto di San Paolo-Guarulhos-Governatore André Franco Montoro, il più grande del paese.
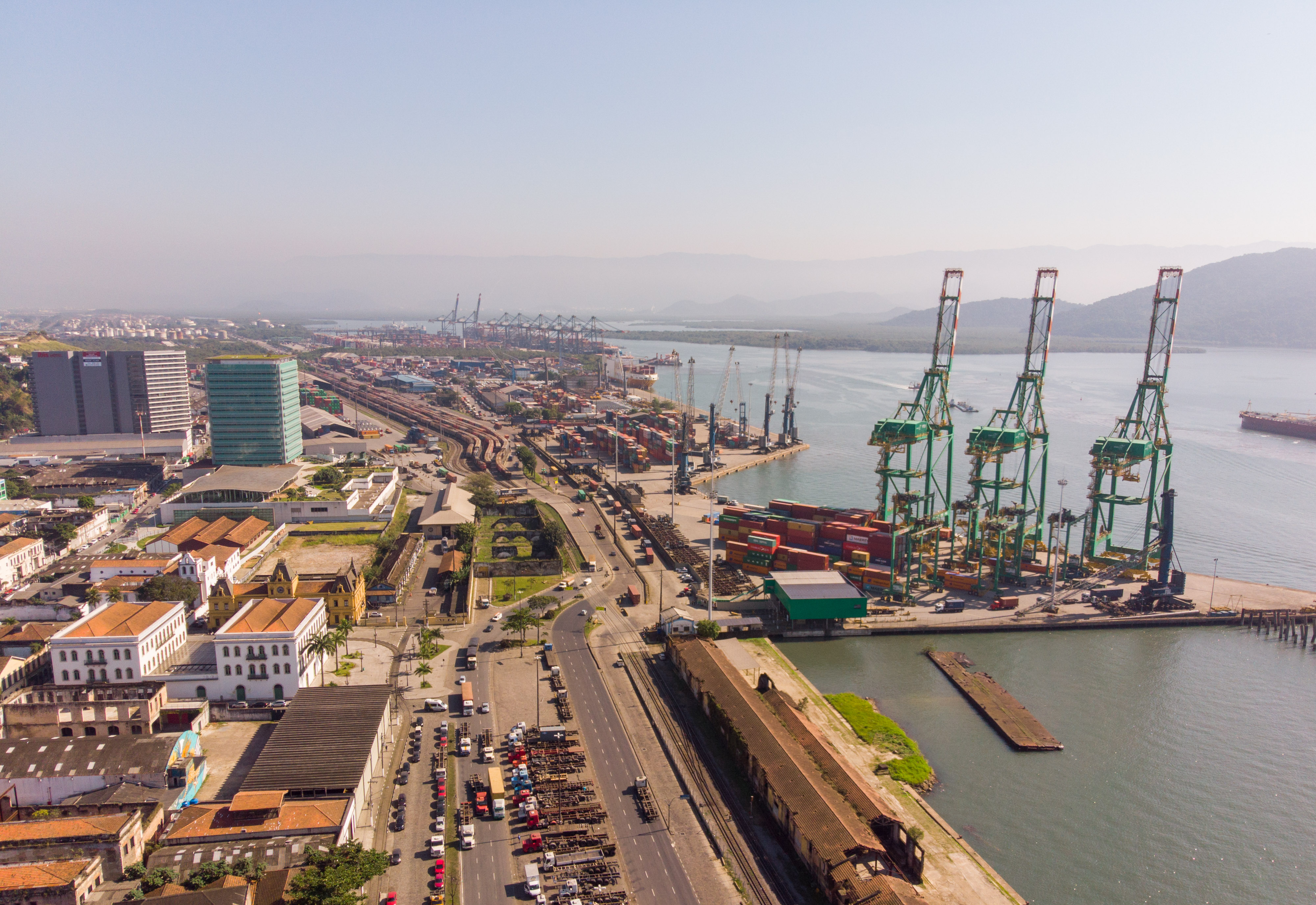
Porto di Santos, il più trafficato del Brasile e uno dei cinquanta più grandi al mondo.
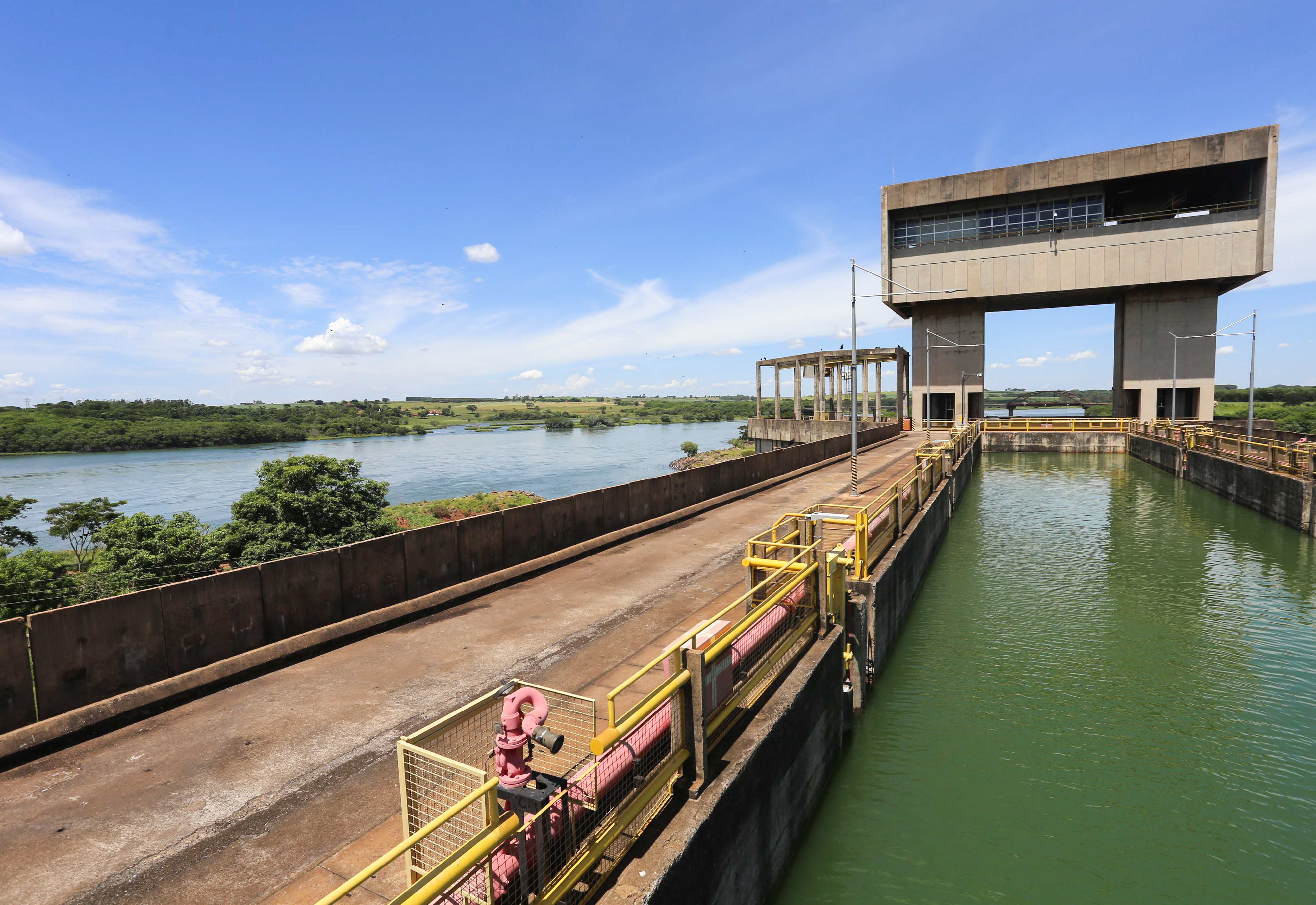
La chiusa di Nova Avanhandava, sul fiume Tietê, parte del corso d'acqua Paraná-Tieté, tra Buritama e Brejo Alegre.
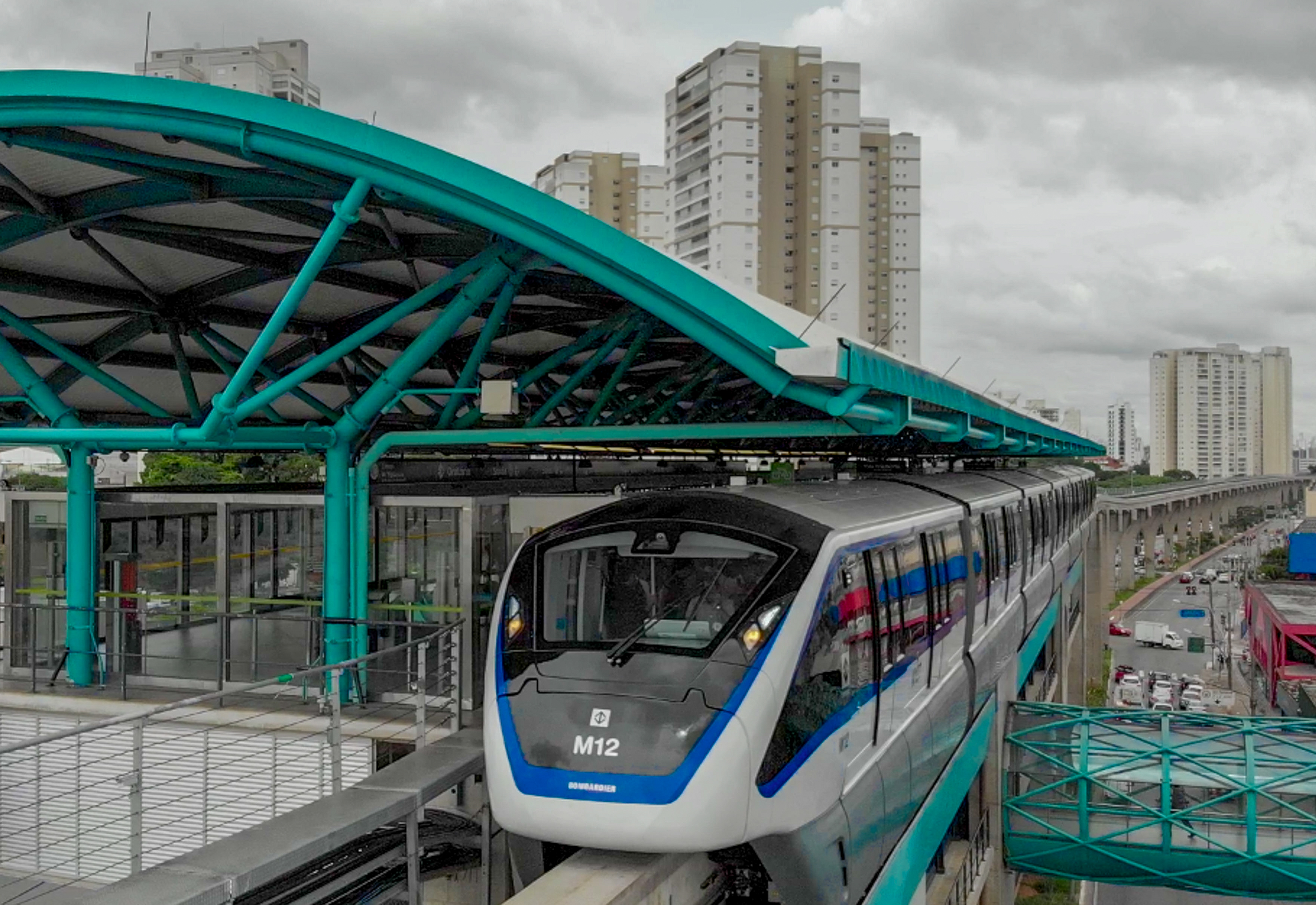
Foto della monorotaia della Linea 15 della metropolitana di San Paolo.

## Sport

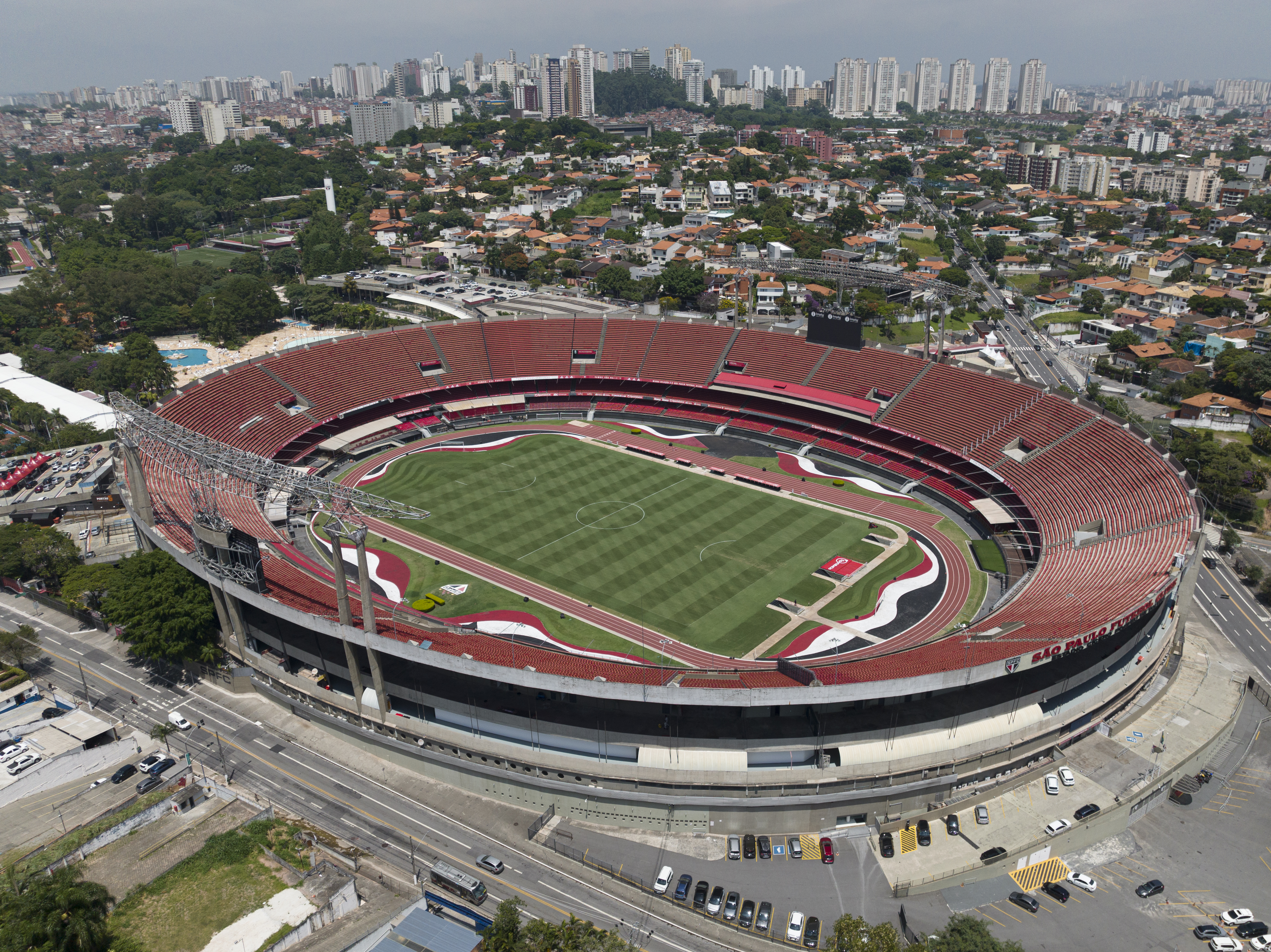
Stadio Morumbi.

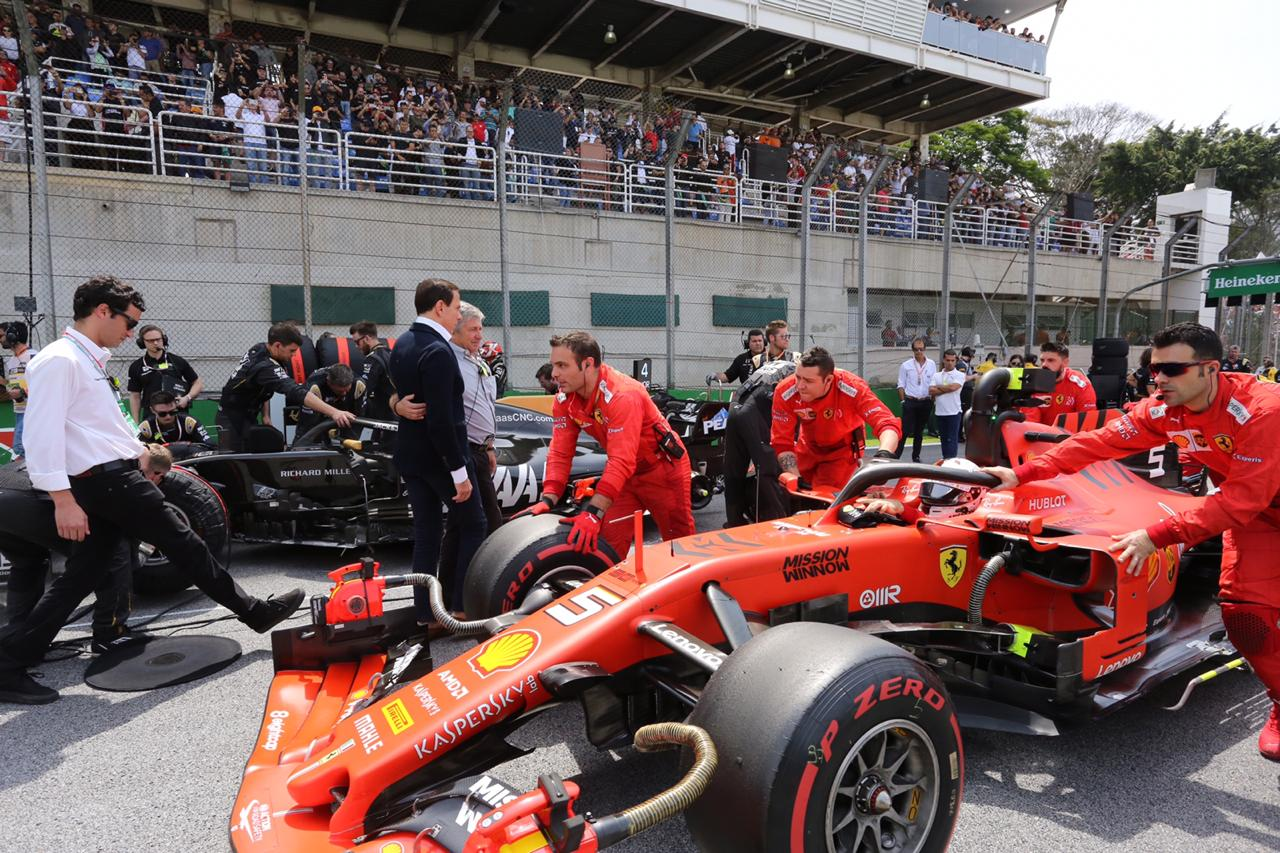
Gran Premio del Brasile all'Circuito di Interlagos.

Il calcio è lo sport più popolare nello stato. I club più grandi dello stato sono Palmeiras, São Paulo, Corinthians, Santos, Ponte Preta, Guarani, Portuguesa, XV de Piracicaba. Anche altri sport come basket e pallavolo sono piuttosto popolari. La maggior parte dei principali atleti e sportivi della storia del Brasile provengono da San Paolo, come: Ayrton Senna, César Cielo, Oscar Schmidt, Hortência Marcari, Éder Jofre, Robert Scheidt, Emerson Fittipaldi, Aurélio Miguel, Rogério Sampaio, Alex Barros, Gustavo Borges, Ricardo Prado, Adhemar da Silva, João Carlos de Oliveira, Maurren Maggi, Fabiana Murer, Thiago Braz, Alison dos Santos, Arthur Zanetti, Rebeca Andrade, Rubens Barrichello, Felipe Massa e molti altri. Lo stato ha alcuni dei club e associazioni sportive più forti del paese, come Pinheiros nel nuoto, nell'atletica leggera e nella pallavolo, Unisanta nel nuoto, Osasco nella pallavolo, Franca nel basket, tra altri.
San Paolo ha ospitato la partita di apertura della Coppa del Mondo FIFA 2014, che si è svolta in Brasile.

### Corsa di Sao Silvestre
La Corrida Internacional de São Silvestre si svolge ogni Capodanno a San Paolo. Si tenne per la prima volta nel 1925, quando i concorrenti corsero per circa 8.000 metri per le strade. Da allora, la distanza percorsa è variata e ora è fissata a 15 km. L'iscrizione avviene dal 1º ottobre, con un numero massimo di partecipanti limitato a 15.000. Nel 1989, la Corsa di Sao Silvestre divenne due gare, la competizione maschile e quella femminile. C'è anche una gara per bambini chiamata São Silvestrinha.

### Gran Premio del Brasile
Il Gran Premio del Brasile è una gara di campionato di Formula 1 che si svolge presso l'Autódromo José Carlos Pace di Interlagos. Nel 2006 il Gran Premio è stata l'ultima prova del Campionato del Mondo FIA di Formula 1. Il pilota spagnolo Fernando Alonso ha vinto il campionato piloti 2006 su questo circuito finendo secondo in gara. La gara è stata vinta dal giovane pilota brasiliano Felipe Massa, al volante del team Scuderia Ferrari. Nello stesso circuito dal 2021 si svolge il Gran Premio di San Paolo.